# 11190 Jennibell
11190 Jennibell eller 1998 QQ43 är en asteroid i huvudbältet som upptäcktes den 14 september 1998 av LINEAR i Socorro County, New Mexico. Den är uppkallad efter Jennifer Marie Bell.
Asteroiden har en diameter på ungefär 2 kilometer.